# 풀리시

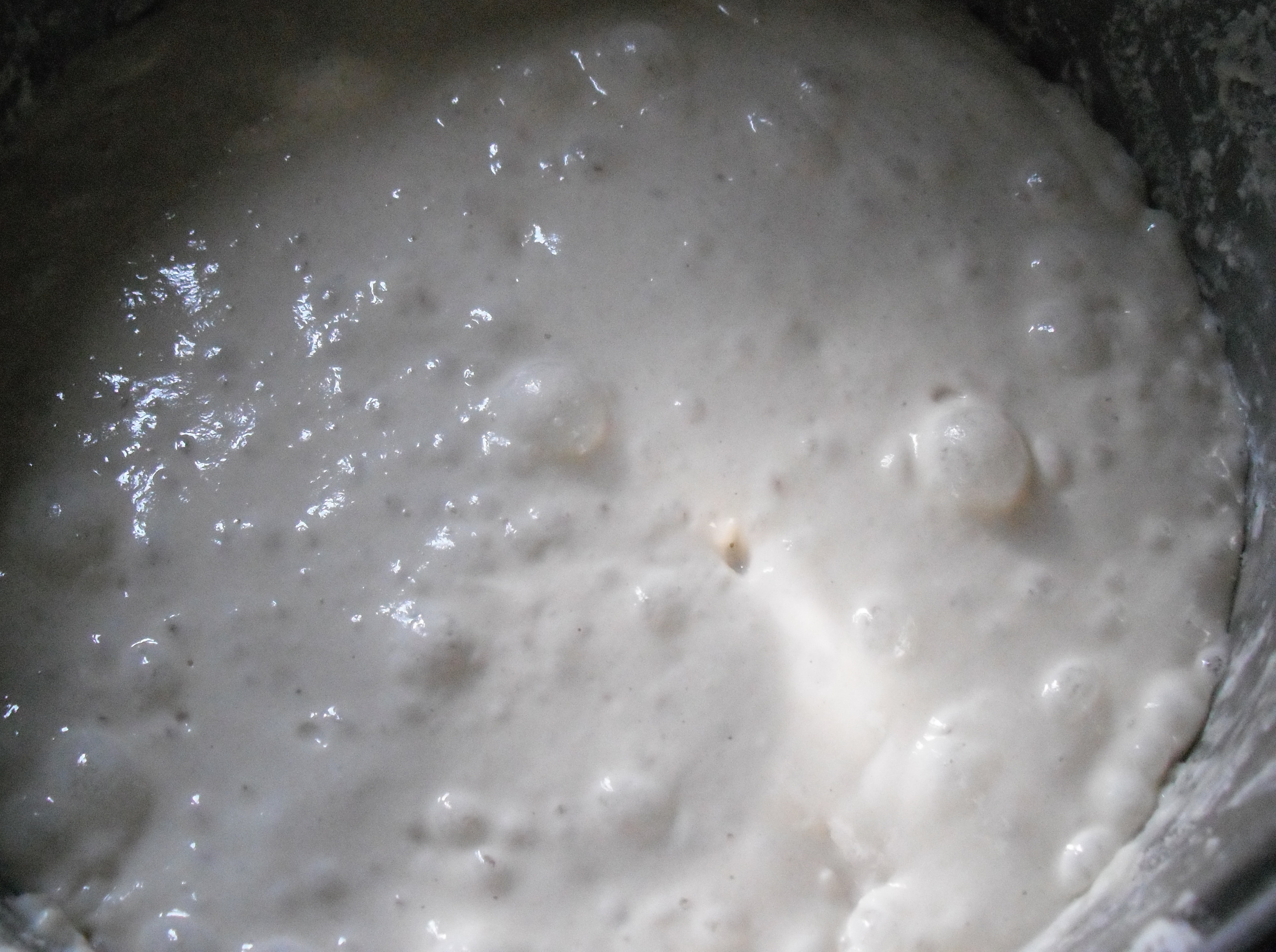
풀리시

풀리시(영어: poolish)는 밀가루와 물, 빵효모를 사용해 만드는 효모발효종이다. 액종 형태이며, "액체 비가"라는 뜻의 비가 리퀴다(이탈리아어: biga liquida)로 부르기도 한다.

## 같이 보기
- 비가